# Узкоколейная железная дорога Дымного торфопредприятия
Узкоколейная железная дорога Дымного торфопредприятия — торфовозная узкоколейка с шириной колеи 750 мм. Длина дороги составляет 79 км, была открыта в 1967 году. В настоящее время по дороге осуществляется грузовое и служебное пассажирское движение.

## История
В 1967 году было организовано торфопредприятие «Дымное». Вскоре был введён в эксплуатацию деревянный мост через реку Волосницу, ведущий к будущим торфяным полям. Три года велась подготовка полей для уборки торфа: убирался растительный покров, выкорчёвывались пни, снимался слой мха. Для осушки болота рылись валовые канавы. Первый уборочный сезон был в 1970 году . Торф, убранный на полях, отправляли как топливо на ТЭЦ-4 и ТЭЦ-5 в г. Киров, вывозили в качестве удобрения в колхозы и совхозы, подсобные хозяйства. В эксплуатацию было запущено девять производственных участков — баз по уборке торфа, строились ещё две базы. Первым директором торфопредприятия «Дымное» был Махнёв Владимир Александрович.

### Современное состояние
В 1997 году узкоколейная железная дорога Дымного торфопредприятие работала стабильно, грузовые и пассажирские поезда ходят утром и вечером.

С ноября 2002 года торфопредприятие преобразовано в производственный участок «Дымный», один из четырёх участков ЗАО «ВяткаТорф», которое в свою очередь входит в структуру ЗАО «Комплексные энергетические системы» . Весной 2010 года функционируют только 1-я и 9-я полевые базы .  Узкоколейная железная дорога действует, перспективы работы есть, дорога работает круглогодично и ежедневно, грузовое движение - транспортировка торфа - перегружают на широкую колею станции Светлополянск и вывозят в Киров и Шарью на ТЭЦ. Пассажирское движение - перевозка рабочих к торфяникам .

## Подвижной состав
Локомотивы:
- Тепловоз ТУ4 — № 2721, 2790
- Тепловоз-дрезина ТУ6Д — № 0319
- Тепловоз ТУ7 — № 1252, 1595, 3050 (кабина от 0514), 3077 (нерабочий)
- ЭСУ2А — № 459 (нерабочая), 586, 715, 1017

Вагоны:
- Вагоны цистерны
- Хопперы-дозаторы
- Вагоны платформы
- Полувагоны для торфа
- Узкоколейные пассажирские вагоны ПВ40
- Вагон транспортёр для перевозки крупногабаритной торфодобывающей техники.

Путевые машины:
- Снегоочистители
- Путевой струг УПС1
- Путеукладчики ППР2МА

## Фотогалерея
- Мост узкоколейный
- Стрелочный пост
- Перегон
- Сортировочная станция
- Торфоперегруз
- Вагоноопрокидыватель
- Депо и РММ
- Сортировка
- Тепловоз ТУ6